# Maniola telmessia
Maniola telmessia är en fjärilsart som beskrevs av Philipp Christoph Zeller 1847. Maniola telmessia ingår i släktet Maniola och familjen praktfjärilar. Inga underarter finns listade i Catalogue of Life.

## Bildgalleri

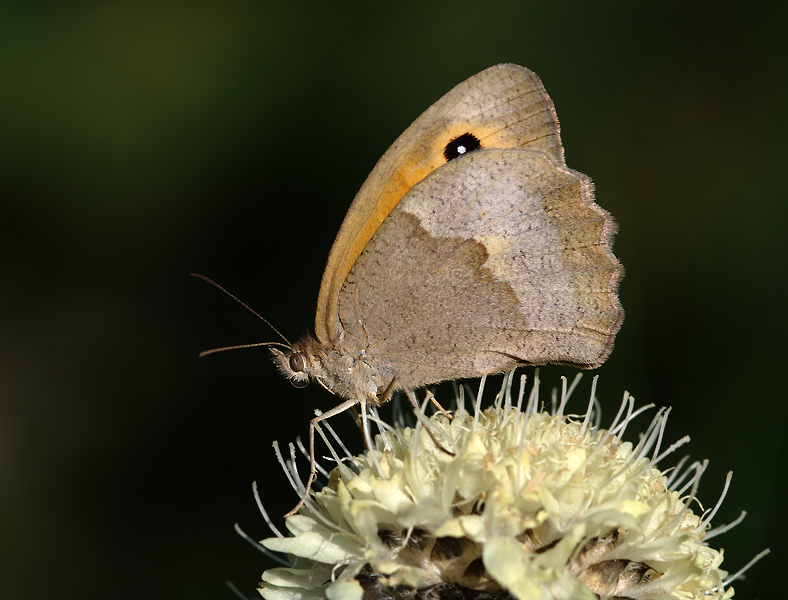
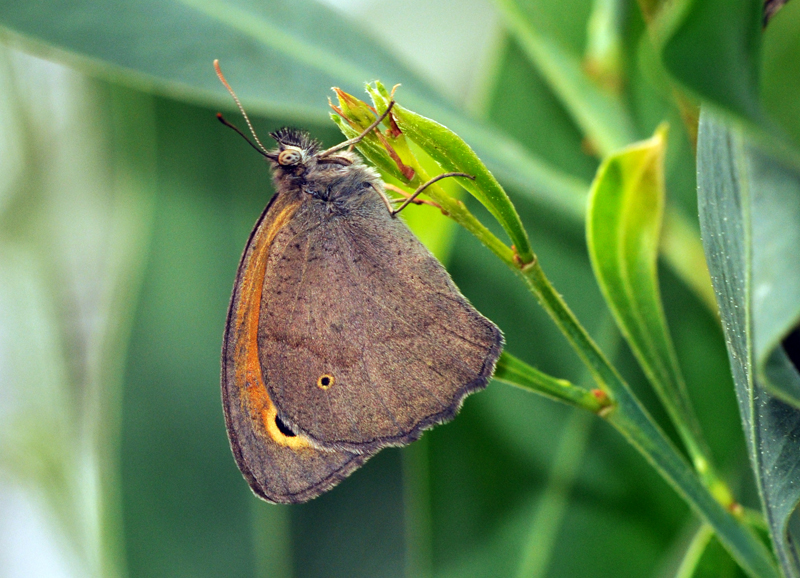
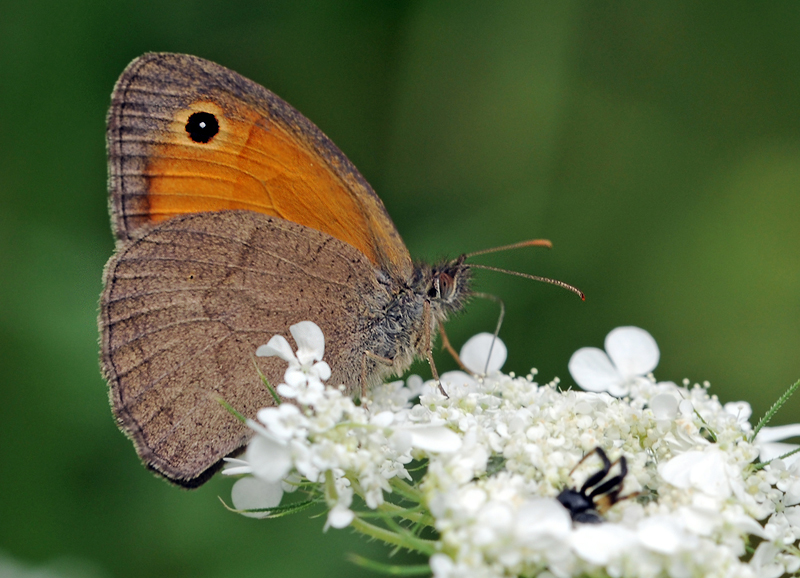
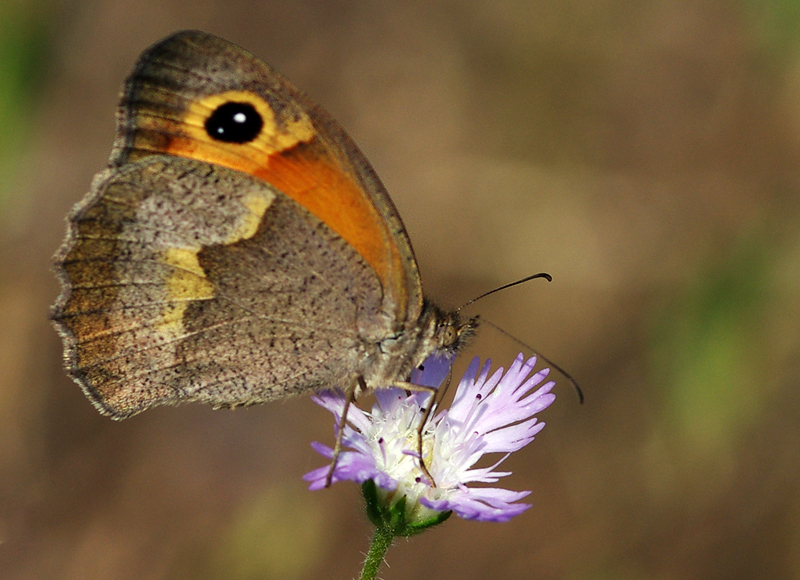
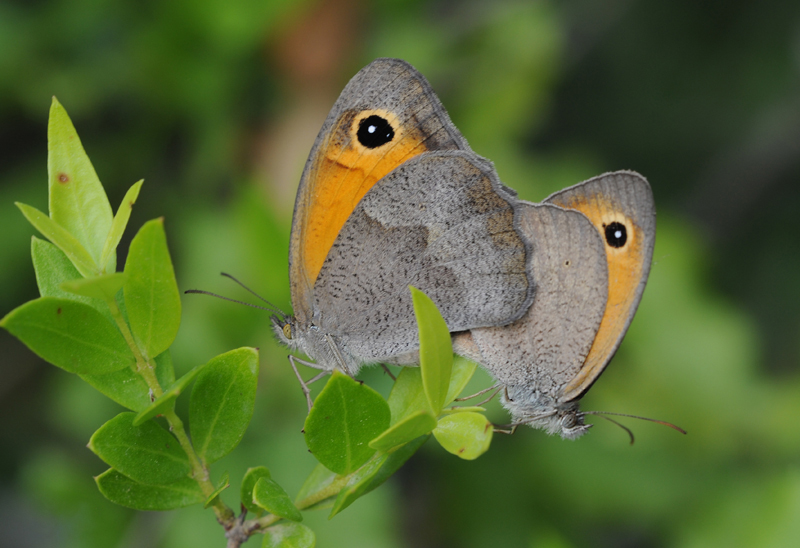
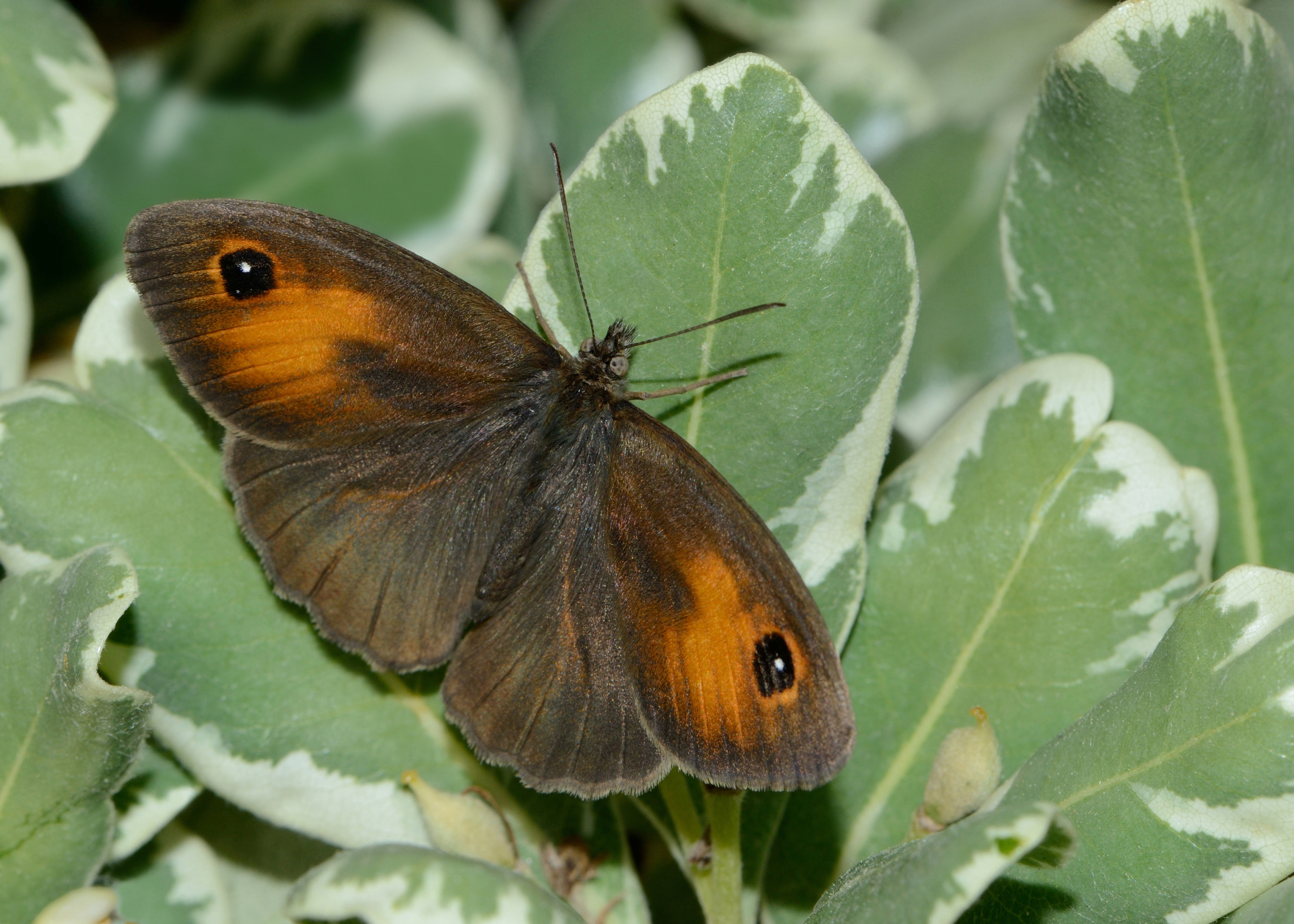